# Pawłów Górny
Pawłów Górny – wieś w Polsce położona w województwie łódzkim, w powiecie piotrkowskim, w gminie Wola Krzysztoporska.
W latach 1975–1998 miejscowość administracyjnie należała do województwa piotrkowskiego.
W miejscowości znajduje się kopalnia górnicza zajmująca się wydobywaniem piasku, żwiru i kruszywa.